# Hawa Boussim
Hawa Boussim est une chanteuse burkinabé.

## Biographie
Elle est née vers 1971 à Kipoura, dans la province de Boulgou dans la région du Centre-Est au Burkina Faso, à 200 km de Ouagadougou et à quelques kilomètres de la frontière avec le Ghana,. Elle chante au sein de sa communauté  depuis l’âge de 14 ans, pour les baptêmes, les mariages et les funérailles, mais n'a pas eu la possibilité de suivre  un parcours scolaire complet. Elle s'exprime et chante en langue bissa. Elle devient la troisième épouse d’un foyer comptant quatre épouses,,. 
En 2009, elle participe à un concours dans le cadre d’un festival organisé dans le chef-lieu du département par une association  culturelle locale, et l’emporte.  Grâce à un membre de sa famille, Jean-Pierre Boussim, directeur d’une radio de Zabré, l’opportunité se présente d’enregistrer un premier album autoproduit, Môbidoré, en 2011. Elle accepte alors d’associer son chant, aux racines ancestrales, à des instrumentaux afropop tels que ceux à la mode au Nigeria voisin,,.  Elle passe à la télévision, ainsi qu’au Marché des arts du spectacle africain (Masa). Elle se produit  sur les scènes d’Afrique de  l’Ouest, du Burkina Faso à la Côte d’Ivoire, puis en Europe et aux États-Unis. En 2017, elle sort un deuxième album, Mingoureza. Un titre associé à un clip du réalisateur ivoirien Jypheal Tayorault, Koregore, mêlant danses tribales, scènes de club, et décors vidéos, rencontre le succès et renforce encore sa notoriété, bien que le titre évoque en fait un problème de société : celui du gaspillage alimentaire et du gaspillage en général. 
Elle a été, entretemps, répérée par Sony Music Entertainment, et notamment par José da Silva, ancien cheminot bien connu dans le milieu musical pour avoir découvert et lancé Cesária Évora à la fin des années 1980, et installé par Sony à Abidjan pour y signer de nouveaux talents africains,. En avril 2018, elle remporte le Kundé d’Or,.